# The Suitor from Siam
The Suitor from Siam è un cortometraggio muto del 1917 diretto da David Smith.
È il sesto episodio della serie cinematografica a un rullo The Dangers of Doris prodotta dalla Vitagraph tra il 1916 e il 1917 che aveva come protagonista l'attrice Mary Anderson.

## Produzione
Il film fu prodotto dalla Vitagraph Company of America (come Broadway Star Features).

## Distribuzione
Distribuito dalla General Film Company, il film - un cortometraggio in una bobina - uscì nelle sale cinematografiche statunitensi il 9 febbraio 1917.